# Robert Baden-Powell
Lord Robert Stephenson Smyth Baden-Powell, (/ˈbeɪdən ˈpoʊəl/ en inglés),  I barón Baden-Powell, de Gilwell (Paddington, 22 de febrero de 1857-Nyeri,  8 de enero de 1941), conocido como Robert Baden-Powell, fue un  militar y escritor británico fundador del Movimiento Scout Mundial, participó en distintas campañas militares en África, en las cuales destacó y obtuvo gran popularidad entre la población británica, especialmente por su heroica dirección en la defensa de Mafeking. Tras regresar a su isla natal, las publicaciones de sus libros se multiplicaron y se convirtió, así, en un destacado autor en materia de educación y formación juvenil. Sus ideas, plasmadas en Escultismo para muchachos y en otras obras, inspiraron a grupos de jóvenes británicos a formar patrullas, con lo que se inició de manera informal el escultismo.[cita requerida]
Tras su renuncia al ejército británico por el consejo del rey Eduardo VII, se dedicó plenamente a la formación del movimiento scout. Participó en actividades por todo el mundo, propagando y asentando las bases del escultismo moderno. Escribió una gran cantidad de libros adecuados a las necesidades del movimiento y a los diferentes niveles de participación de los scouts, permitiendo que estos, en todo el mundo, tuviesen la oportunidad de aprender mediante textos especializados para su edad. Tras obtener diversos premios y reconocimientos, se retiró con su esposa a Kenia, donde murió. Fue sepultado en Nyeri, Kenia. El mensaje de Baden-Powell, dirigido a todos los scouts del mundo: «Intenten dejar este mundo mejor de como lo encontraron», resume uno de los fines a lograr en los jóvenes a través del escultismo.[cita requerida]

## Biografía
Nació el 22 de febrero de 1857 en Londres (Inglaterra) Reino Unido de Gran Bretaña e Irlanda. Su padre fue el reverendo Baden Powell, doctor en filosofía y profesor en la Universidad de Oxford; su madre fue Henrietta Grace Smyth, hija de un reconocido colonizador británico. Tuvo cuatro medios hermanos del matrimonio previo de su padre así como seis hermanos y dos hermanas. Robert fue el antepenúltimo en nacer. Tres de sus hermanos (dos niños y una niña) murieron muy pequeños antes de que él naciera. Su padre murió cuando él apenas tenía 3 años de edad, dejando a su madre viuda con muchos hijos y en una situación económica difícil.
El 26 de febrero de 1865, a sus ocho años y cuatro días, escribió una pequeña composición que tituló Leyes para mí cuando sea viejo:

Yo quisiera que la gente pobre sea tan rica como nosotros, es justo que ellos sean tan felices como nosotros; cuando cruzas en el camino con una persona pobre y le das algo de dinero, estás actuando con justicia y debes dar gracias a Dios, porque Él ha hecho que la gente pobre sea pobre y la rica, rica. Y ahora yo te digo que debes ser bueno; siempre que puedas pide a Dios en tus oraciones que seas bueno, pero no serás bueno con solo rezar, sino esforzándote por serlo.
Robert Baden-Powell

Previo a su entrada a la escuela, John Ruskin, reconocido artista y escritor amigo de la familia, enseñó a Baden Powell técnicas de artes plásticas, y desarrolló en él especialmente la habilidad de pintar con ambas manos. Robert Inició sus estudios formales en la escuela Rose Hill, en Tunbridge Wells. En 1870, pese a no ser un estudiante destacado, obtuvo una beca de estudios para asistir a la escuela de Charterhouse, en el centro de Londres, y otra para la escuela de Fettes en Edimburgo. Al final asistió a la londinense, donde ingresó en el coro aun antes de iniciar los estudios. Dos años más tarde la escuela se trasladó a Godalming, a unos 60 kilómetros de Londres. Se inscribió en los equipos de fútbol, donde ocupó la posición de portero y delantero. Incursionó en el arte teatral y desarrolló las primeras exploraciones en el Copse, bosque cercano al colegio. Realizó sus primeras cacerías de conejos y experimentó con el rastreo y el acecho, escondiéndose de sus profesores.

En su sexta década de vida, en el transcurso de un crucero transatlántico en enero de 1912, conoció a Olave Saint Claire Soames, una joven de 23 años comprometida con la causa del escultismo. Con ella contraería matrimonio el 30 de octubre de 1912 en la iglesia de San Pedro, en Parkstone, área de Poole, Dorset, muy cerca de Brownsea. Su luna de miel fue en diciembre de ese año en Argelia, mientras que como regalo de bodas, recibieron un automóvil, comprado con una colecta mundial de un centavo por scout. El matrimonio tuvo tres hijos: Arthur Robert Peter Baden-Powell, nacido el 30 de octubre de 1913, Heather Grace Baden-Powell, nacida el 10 de junio de 1915 y, Betty St. Clair Baden-Powell, nacida el 16 de abril de 1917.
Por otro lado, algunos biógrafos han sugerido que Baden-Powell era un homosexual reprimido, aunque ello no ha sido corroborado con alguna evidencia significativa; al respecto, ciertos historiadores toman como base a la intensa relación emocional con su amigo Kenneth McLaren para argumentar aquello.

## Carrera militar
En septiembre de 1876, se alistó en el ejército, y quedó segundo de su promoción en caballería y quinto en infantería. Fue nombrado oficial del XIII de húsares, histórico regimiento que participó en la guerra de Crimea. A mediados de diciembre desembarcó en Lucknow, India, como teniente del XIII de Húsares.

### Ascensos

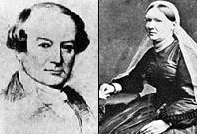
Padres de Baden Powell.

En junio de 1878, fue ascendido a teniente tras realizar un curso de ocho meses, en el cual obtuvo un diploma de honor por destacar en habilidades tales como rastreo y exploración. Al año siguiente regresó a Inglaterra por motivos de salud y participó en un curso de tiro en Hythe, Kent, destacándose nuevamente.
Los métodos de Robert Baden-Powell eran revolucionarios: formaba pequeñas unidades o patrullas que trabajaban juntas bajo un guía, premiando a aquellos que lo hicieran bien con insignias que recordaban el modelo tradicional del punto norte en la brújula.
Retomó sus obligaciones en el XIII regimiento en noviembre de 1880, trasladándose a Kandahar, en Afganistán, a las órdenes del coronel Baker Russel. Recibió el encargo de efectuar el levantamiento topográfico del campo de la batalla de Maiwand.
El ejército británico se vio obligado a evacuar Kandahar y se trasladó a Quetta en abril de 1881. A finales de diciembre atravesó 1500 km. en la India septentrional, hasta llegar a Muttra. Al año siguiente, Baden-Powell fue nombrado instructor del regimiento, en el área de tiro. Adoptó como pasatiempos el polo y la caza del jabalí con lanza.

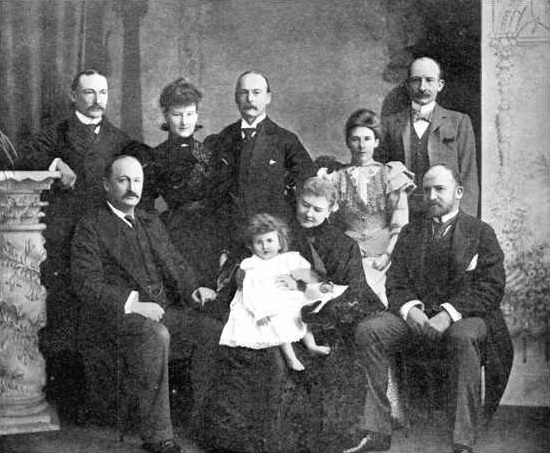
Familia de Baden-Powell.

Producto de dicho pasatiempo, en 1883 ganó en Muttra la copa del Kadir en la caza del jabalí. Fue promovido a capitán y se desempeñó temporalmente en el estado mayor del Duque de Connaught, en Meerut. En 1887, B.P. se encontraba en África tomando parte en la campaña en contra de los zulúes y más tarde en contra de la tribu de los ashantis. Los nativos le dieron el nombre de "Impeesa", que quiere decir "Lobo que nunca duerme". Fue ascendido a Mayor en 1889. En abril del 1896 dirigió la expedición en contra de los matabeles en Rodesia, la Segunda Guerra Matabele. Esto era una experiencia formativa para él. Muchas de sus ideas relativas al escultismo se arraigaron aquí. Estando en esta guerra fue que él comenzó una amistad con el conocido scout americano Frederick Russell Burnham, que dio a conocer a Baden-Powell sobre las costumbres del oeste americano y del woodcraft (es decir, escultismo), y fue aquí que él usó su sombrero Stetson por primera vez.
Dicho año, inclemencias meteorológicas hicieron que se dispersaran los caballos de la compañía. Todos los soldados emprendieron una búsqueda que dio como resultado la reunión de todos los animales, a excepción del A44, el más valioso de todos. Baden-Powell utilizó sus técnicas de rastreo para encontrarlo, ganando así el respeto y admiración de los oficiales superiores.
En 1903 es nombrado inspector general de Caballería, el rango más alto al que podía aspirar un militar británico. Desde dicho cargo, desarrolló nuevas técnicas de adiestramiento, probando nuevos métodos que, a la postre, serían heredados por el escultismo para el adiestramiento de scouts.

### Misiones y ocupaciones militares
En 1893, tras un periodo en misiones especiales, Baden-Powell se incorporó al XIII regimiento de húsares en Irlanda. El comandante en jefe Wolseley observó su astucia para combatir y recomendó que se le enviase a África Occidental para combatir a los Ashanti. Una vez en dicho territorio, B-P reclutó y organizó a 200 nativos para que dejasen de lado sus diferencias étnicas y peleasen juntos en favor de la Corona británica. Los nativos prepararon la llegada de los soldados, construyendo cerca de 200 puentes con técnicas del escultismo. Durante la batalla, los reclutas nativos capturaron a los exploradores enviados por Prempeh, el jefe ashanti. Posteriormente, Prempeh fue hecho prisionero. Tras su regreso a Europa, B.P. se estableció en Belfast, donde recibió un telegrama del general Frederick Carrington en el cual le informaba que había sido asignado para ejercer como jefe del Estado Mayor en Sudáfrica.

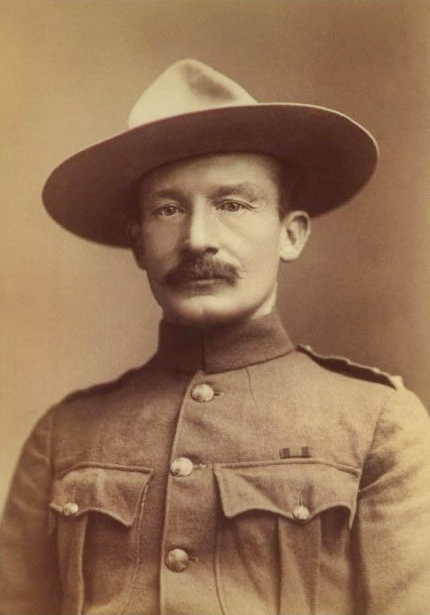
Baden-Powell en Sudáfrica en 1896.

En su camino a Sudáfrica, ordenó la captura del hechicero Unwini, quien fomentaba la guerra entre los nativos. Tras una corte marcial, el brujo fue condenado a muerte y posteriormente fusilado. Un tribunal británico arrestó a Baden-Powell por tal hecho; sin embargo, tras las investigaciones, el caso fue sobreseído por falta de pruebas. Jan Grootboom, uno de los nativos entrenados por Baden-Powell, logró que los enemigos aceptasen la negociación para detener la guerra, negociación a la cual Baden-Powell no pudo asistir ya que estaba enfermo de disentería.
Más adelante, capturó una fortificación ampliamente protegida, haciendo creer a sus ocupantes mediante técnicas de engaño que el ejército británico les superaba en número, cuando en realidad apenas superaba el centenar de efectivos. Tras dicha batalla, el célebre magnate y político Cecil Rhodes lo condujo hasta Ciudad del Cabo.
Introdujo el uso de bicicletas como medio de transporte del regimiento; cabe destacar, a modo de anécdota, que cuando le robaron su bicicleta, utilizó técnicas de rastreo para recuperarla.
Se le confió de manera totalmente secreta que explorase las montañas Drakensburg. Con objeto de confundir a la gente, se dejó crecer una gran barba, haciéndose pasar por reportero. Cabalgó aproximadamente mil kilómetros. En medio de las poblaciones enemigas, Baden-Powell realizó sus observaciones y dibujó mapas que posteriormente servirían para el ataque británico. A modo de anécdota, se encontró con su mayor, a quien saludó. Sin embargo, este le tomó por un pordiosero, con lo cual se demostraba que el disfraz era infalible. Al final de dicha misión, gozó de una licencia de seis meses; su destino como "militar con licencia" fueron algunas colonias portuguesas en África. Coincidió con su llegada, una gran sequía y hambruna en la región; ante tal hecho, Baden-Powell contribuyó para la recolección de alimentos y mejora de las técnicas de caza, ganando amigos y el respeto de los lugareños.
En sus ratos libres en Sudáfrica, con la ayuda de sir Hubert von Herkomer, cultivó el arte de la escultura.

### La batalla de Mafeking
Tras regresar con licencia en junio de 1899, un mes después recibió la orden de volver a Sudáfrica en misión especial, para reclutar un contingente policial que debería patrullar la frontera noroeste. El 11 de octubre estalló la guerra contra los bóeres y Baden-Powell defendió la ciudad asediada de Mafeking.
El 13 de octubre de 1899, Baden Powell lideró un grupo integrado por mil hombres recién organizados y armados, seiscientas mujeres y niños y siete mil indígenas que no participaban directamente en el conflicto; el arsenal con el que contaba era de 4 cañones pequeños y 7 ametralladoras, habiendo organizado la defensa en apenas tres meses. El ejército sitiador estaba formado por ocho mil hombres bien provistos de armas. El asedio fue implacable y solo con la astucia de B.P. pudieron soportarlo hasta el 17 de mayo de 1900, cuando fueron liberados por una fuerza conjunta británica al mando de los coroneles Plumer y Mahon.

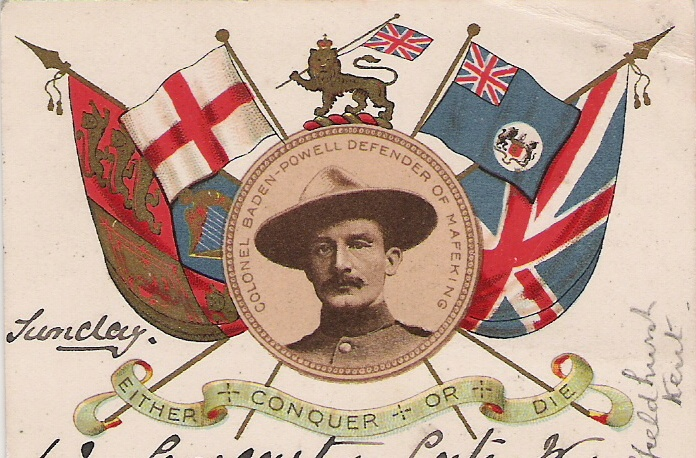
Postal emitida en su honor luego del éxito de Mafeking.

Los cañones utilizados en la batalla habían sido fabricados por la Compañía Bailey & Pegg en 1770, por lo que curiosamente, tenían inscritos las siglas B.P. & Co.
Su primera actividad fue la de crear un anillo de protección compuesto por 60 fuertes y un efectivo esquema de trincheras. Colocó diversos reflectores y francotiradores todas las noches. Para la defensa, fabricaron granadas con botes llenos de dinamita, las cuales eran lanzadas hasta una distancia de cien metros por medio de una caña de pescar. Una de sus tácticas preferidas era la de engañar al enemigo haciéndole creer que se enfrentaba a un ejército mayor al real, para lo cual fabricó maniquíes de soldados.
Basado en el concepto de que la mejor defensa es el ataque, B-P golpeaba al enemigo cada vez que podía, con el escaso material con que contaba. En ese ambiente, en que todos los hombres eran necesarios para la defensa de la ciudad, B-P reunió un cuerpo de cadetes al cual uniformó, dándoles la tarea de llevar los mensajes y órdenes, hacer de centinelas y ayudar en la distribución de alimentos y medicinas (con esto pudo ocupar en la batalla a los hombres que se encargaban de cumplir estas funciones). Al mando de este cuerpo de cadetes estaba un joven oficial llamado Goodyear. Con gran coraje y responsabilidad, incluso bajo fuego enemigo en sus bicicletas, sorteaban los inconvenientes y cumplían con lo ordenado. Baden-Powell se dio cuenta de que cuando a un joven se le da una responsabilidad, este pone mucho empeño en cumplirla. Este razonamiento fue el principio del movimiento Scout.
Una de las propuestas de guerra de Baden-Powell era que pese al ambiente bélico, la vida debía seguir de la forma más natural posible; a tal efecto, emitió billetes para que el comercio continuase. Durante la noche, utilizaba un megáfono para ordenar un ataque ficticio, con lo que conseguía atraer el fuego bóer, no permitiendo que descansasen. En una fuerte ofensiva bóer, fueron capturados el comandante y cien de sus hombres; la custodia fue asignada a los muchachos cadetes.
Tras la liberación de Mafeking (en la cual participó su hermano), se asignó a Baden-Powell el entrenamiento de la policía sudafricana. Para junio de 1901, había reclutado, montado, equipado y adiestrado a 8000 policías. El lema establecido por Baden-Powell para el cuerpo policial fue "Sin mala voluntad para nadie y caridad para todos". Viajó miles de millas en tren y a caballo para supervisar el buen funcionamiento del nuevo cuerpo encargado de mantener el orden en tiempos de paz. La labor de Baden-Powell en la policía hizo que el secretario de Estado para las colonias, Joseph Chamberlain, le elogiase.

## Fundación del escultismo

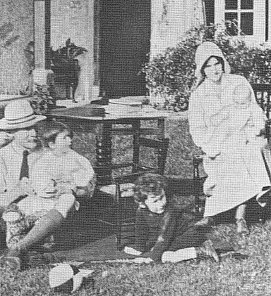
Baden-Powell con Olave y sus hijos en 1917.

En marzo de 1896, los matabele se rebelaron de nuevo contra la autoridad de la Compañía Británica de Sudáfrica y lo que se conoce ahora como “Primera Guerra de la Independencia” de Zimbabue. Las defensas de Matabelelandia estaban totalmente desorganizadas debido a la malograda Expedición Jameson, y solo en los primeros meses de la guerra murieron centenares de colonos blancos. Y se estima que unos 50.000 matabeles se retiraron hasta su bastión situado en las Colinas Matopo, cerca de Bulawayo, una región que sería escenario de los más fieros combates contra las patrullas de colonos blancos. Con pocas tropas que les apoyasen, los colonos pronto construyeron ellos mismos una fortificación móvil (con los carromatos) en el centro de Bulawayo, y establecieron patrullas bajo el mando de personalidades como Baden-Powell y Frederick Russell Burnham. Burnham era ya un famoso explorador cuando entabló amistad con Baden-Powell, durante el sitio de Bulawayo los dos hombres cabalgaron juntos, patrullando muchas veces por las colinas Matopo, y fue en esas colinas africanas donde Burnham enseñó a Baden-Powell las costumbres y métodos de los indígenas americanos, y le enseñó las habilidades y los conocimientos para desenvolverse en el bosque, el “woodcraft”. Tan impresionado estaba Baden-Powell por el espíritu explorador de Burnham que le contaba la gente cariñosamente que “le había exprimido” todo lo que podía contar. Fue allí donde Baden-Powell comenzó a llevar su personal sombrero de campaña Stetson (el “cuatro bollos”) y el pañuelo, por primera vez. Ambos se dieron cuenta de que las guerras estaban cambiando ostensiblemente y que el Ejército Británico debía adaptarse. Así, durante sus misiones conjuntas de exploración, Baden-Powell y Burnham discutieron sobre el concepto de un amplio programa de formación de los jóvenes en aquellas habilidades o woodcraft. Un programa rico en exploración, rastreo, trabajo de campo, y autoconfianza. 
En 1901, tras la liberación de Mafeking, Baden-Powell fue ascendido a mayor general por la reina Victoria. Como héroe de adultos y jóvenes que había regresado de África al Reino Unido, se encontró con la sorpresa que su popularidad personal se había extendido gracias a su libro Aids to Scouting (Ayudas para el Escultismo), destinado al ejército, y que estaba siendo usado como libro de texto en las escuelas para muchachos.
Dado que un libro destinado a adultos había atraído a jóvenes, se puso a trabajar recopilando sus experiencias en la India y en África entre los zulúes y otras tribus, con el fin de escribir un libro dirigido directamente a la juventud británica. Recopiló textos que le permitieron estudiar acerca de la educación de jóvenes a través de la historia.
También es relevante la influencia de Ernest Thompson Seton y su trabajo con los Woodcraft Indians, una organización juvenil basada en las tradiciones indígenes de Norteamérica y en el llamado Arte de los Bosques (Woodcraft).
Baden-Powell mantuvo contacto epistolar con Seton, solicitándole autorización para utilizar algunas de sus ideas en la nueva organización británica para jóvenes.
Mientras que Baden-Powell continuó afinando el concepto de Escultismo y se convertiría en el fundador del Movimiento Scout Internacional, a Burnham se le ha denominado el “padre del movimiento”. Burnham y Baden-Powell mantuvieron aquella sencilla e íntima amistad durante sus largas vidas. En 1931, Burnham leyó el discurso de la dedicatoria del Monte Baden-Powell, en California, a su viejo amigo explorador. Su amistad e igualdad de estatus en el mundo del escultismo y la conservación, se ha honrado con la dedicatoria en su honor de un pico adyacente, el Monte Burnham.

### Primer campamento scout
Del 1 al 9 de agosto de 1907, se realizó el primer campamento scout, en la isla de Brownsea, en la Bahía de Poole (Dorset) Reino Unido.
Escogió a 20 muchachos de entre 12 y 17 años, algunos eran hijos de militares británicos, y los organizó en cuatro patrullas, denominadas "lobos", "toros", "chorlitos" y "cuervos"; les entregó, como distintivo, una cinta azul, una verde, una amarilla y una roja, respectivamente.

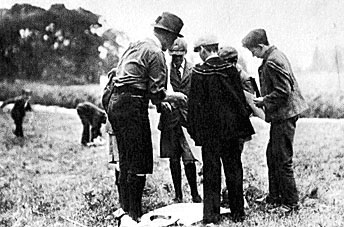
Uno de los campamentos, en Brownsea.

El itinerario general era levantarse temprano (al sonido del cuerno de Kudu, un trofeo de guerra de Baden-Powell tomado del jefe matabel Siginyamatsche), practicar ejercicio físico, cocinar la propia comida, recorrer la naturaleza para observar animales y pájaros, hacer grandes juegos, levantar construcciones rústicas, aprender a hacer nudos y amarres.
Por las noches, todos compartían experiencias alrededor de una hoguera, donde Baden-Powell contaba una historia en la que le había funcionado alguna técnica específica del escultismo; al día siguiente, ejercitaban la técnica explicada durante la fogata. Cada jornada terminaba con una oración. Baden-Powell describió su método de la siguiente forma:

«Por ejemplo, tomemos un aspecto de la materia “Observación”, por ejemplo el rastreo de huellas. En el fogón nocturno, contaremos a los muchachos algunos ejemplos interesantes sobre el valor de tener la capacidad de seguir huellas. A la siguiente mañana, les enseñaremos como practicar rastreo al confeccionar huellas de diferentes muchachos a distintas velocidades y mostrando como leerías y deducir su significado, Por la tarde se realizara el juego del rastreo del ciervo».
Baden Powell

El programa se confeccionó así:
| Día | Fecha       | Temática                        | Actividades |
| --- | ----------- | ------------------------------- | --- |
| -   | 30 de julio | Traslado al sitio de Campamento | - |
| 1.º | 1 de agosto | Parte Preliminar                | Formación de Patrullas y Distribución de tareas                                                                                         |
| 2.º | 2 de agosto | Campismo                        | Construir Refugios, Pionerismo, Fuego nocturno y Cocina                                                                                 |
| 3.º | 3 de agosto | Observación                     | Rastreo, memorización de huellas, Seguir el Rastro, Deducción, Juego Holmes, Entrenamiento de la vista, Juego de Kim, trabajo nocturno. |
| 4.º | 4 de agosto | Artes del Bosque                | Prácticas de Naturaleza, Bosquejos al natural, Carrera de Plantas, observando estrellas, acechando al ciervo, acechando en silencio     |
| 5.º | 5 de agosto | Caballerosidad                  | Juegos en Equipo y Caza de la Ballena                                                                                                   |
| 6.º | 6 de agosto | Salvamento                      | Instrucciones sobre primeros auxilios y juegos de salvamento                                                                            |
| 7.º | 7 de agosto | Patriotismo                     | Tácticas y estrategias de campo, fogón nocturno                                                                                         |
| 8.º | 8 de agosto | Demostración                    | Visita de los Padres e invitados, Clausura del Campamento                                                                               |

Tal fue el éxito del adiestramiento de los muchachos, que el propio Baden-Powell fue capturado en el juego nocturno de acecho, lo cual demostraba que era posible superarle mediante las propias técnicas scout. Una de las noches, el señor Ban Raalte, dueño del sitio de campamento, y algunos de sus amigos fueron de visita a la isla, y fueron "arrestados" por una patrulla de vigilancia rutinaria.

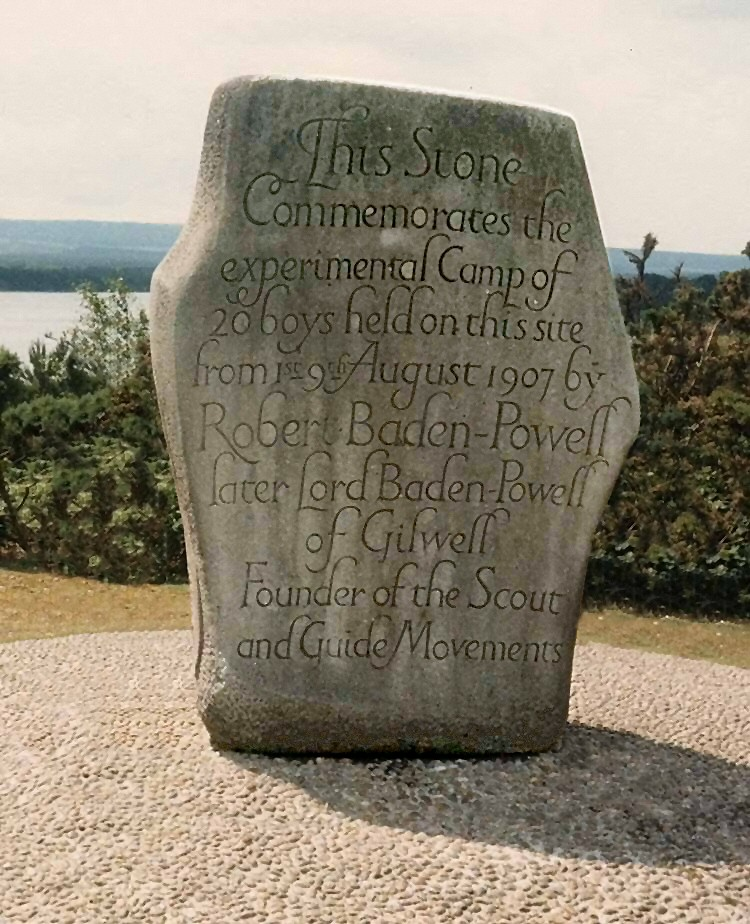
Monumento conmemorativo, en la isla de Brownsea.

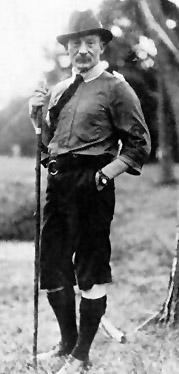
Baden-Powell, en el Campamento de Brownsea, en agosto de 1907.

Los asistentes al campamento fueron:
Dirigentes:
- Robert Baden-Powell: 50 años, jefe de campamento
- George Green: 48 años, asistente
- Kenneth McLaren: 47 años, asistente
- Henry Robson: 51 años, asistente
- Donald Baden-Powell: 9 años, ordenanza

Patrullas:
- Patrulla Toros:
  - Herbert Barnes: 16 años (Guía)
  - Herbert Colingbourne: 15 años
  - Humphrey Noble: 15 años
  - William Rodney: 10 años
  - James Tarrant: 16 años

- Patrulla Chorlitos:
  - George Rodney: 15 años (Guía)
  - Terry Bondield: 13 años
  - Richard Grant
  - Alan Vivian: 15 años
  - Bert Watts

- Patrulla Lobos:
  - Bob Wroughton: 16 años (Guía)
  - Cedric Curteis: 13 años
  - Reginald Giles: 14 años
  - John Evans Lombe: 11 años
  - Percy Medway: 14 años

- Patrulla Cuervos:
  - Thomas Evans-Noble: 14 años (Guía)
  - Bert Blanford: 13 años
  - Marc Noble: 10 años
  - Arthur Primmer: 15 años
  - James Rodney: 14 años[33]

### Conclusiones tras el campamento
Al finalizar este campamento, Baden-Powell confirmó que el movimiento scout era capaz de ofrecer a la juventud británica un campo de actividad formativa útil, incluyente e interesante. La creación del uniforme significó la fraternidad entre los jóvenes porque suprimía las barreras sociales y políticas.
El lema fue Be Prepared —literalmente «estén preparados»—, una frase inglesa contenida en las iniciales de Baden-Powell, y que en español se transformó en «Siempre listos» o «Siempre alerta». El emblema mundial del movimiento scout tiene la flor de lis —que en los mapas antiguos servía para designar el norte—, rodeada de un lazo amarrado por sus puntas en un nudo llano —representando la hermandad scout—; sus tres pétalos recuerdan las tres virtudes —lealtad, abnegación y pureza—, los tres principios scouts —deberes para con Dios, patria y humanidad— y las tres partes de la promesa scout.
Se vieron involucrados en el proyecto por medio de patrocinio y apoyo logístico los señores Arthur Pearson y Charles Heald, secretario nacional de la YMCA.

### Expansión del escultismo

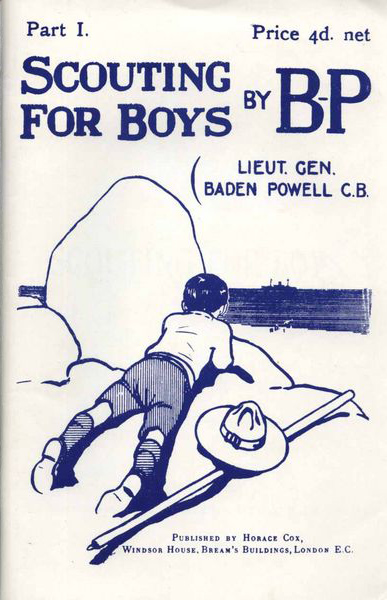
Portada original del Fascículo 1 de Escultismo para muchachos.

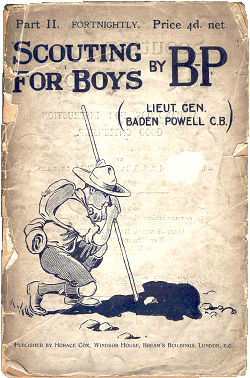
Portada original del Fascículo 2 de Escultismo para muchachos

En 1908 publicó Escultismo para muchachos en seis fascículos quincenales, fundó la revista The Scout para exploradores, organiza la asociación Scout de Inglaterra y en el resto del Imperio británico.
Escultismo para muchachos aún no había acabado de aparecer en las vitrinas de las librerías y en los puestos de revistas, cuando ya, de forma espontánea, grupos de chicos se unieron formando patrullas scouts para poner en práctica esas ideas. Lo que se había pensado para el adiestramiento de organizaciones ya existentes (las brigadas juveniles y YMCA fundamentalmente) se convirtió finalmente en el manual de un nuevo movimiento mundial. Desde entonces Escultismo para muchachos se ha traducido a más de 35 idiomas. Baden-Powell introdujo en el movimiento de los scouts y muchachas guías muchas tradiciones de las naciones indias norteamericanas. Realizó un segundo campamento en Humbshaugh, Northumberland; en este se perfeccionó el Sistema de Patrullas y se implementaron nuevos juegos, perfeccionando la organización y el modelo educativo. Posteriormente, Roland Philipps escribe el libro El Sistema de Patrullas que presenta este elemento fundamental del Método Scout.
Al año siguiente viajó a los países del Cono Sur de Sudamérica. Primero visitó Argentina, luego cruzó a Chile en el ferrocarril trasandino y finalmente regresó a Argentina. Al llegar a Buenos Aires el 14 de marzo de 1909, grande fue su sorpresa cuando a su arribo lo estaba esperando la Patrulla de Lomas de Zamora (precursora del actual Grupo Scout 1 Juan Galo de Lavalle de Banfield, Provincia de Buenos Aires). B-P fue recibido como huésped de honor por el gobierno argentino, el ejército le destinó un edecán y se alojó en el Jockey Club de Buenos Aires. Hasta allí se acercó el secretario de la Asociación Cristiana de Jóvenes (YMCA), Sr. Cristian Russel, y lo invitó a dar una conferencia sobre el Movimiento Scout en el salón de actos de la YMCA Argentina.
El 22 de marzo dicta una conferencia para la Academia Militar de Chile, allí a petición del doctor Alcibíades Vicencio ofreció una charla sobre el movimiento scout. Entusiasmado, el Dr. Vicencio organizó la primera brigada scout en Chile el 21 de mayo de 1909. Actualmente el nombre de esta brigada es Grupo Alcibíades Vicencio del Instituto Nacional (G.A.V.I.N.), considerada una actividad extraprogramática del Instituto Nacional. En abril de 1909, al finalizar la visita, volvió a la ciudad de Buenos Aires, Argentina.

En 1909 se realizó una exhibición scout en el Crystal Palace de Londres. Cuando llegó el momento del desfile de las delegaciones todos se sorprendieron porque el fenómeno se había contagiado a las 'mujeres scouts'. En general, la opinión popular de ese entonces era contraria a que las muchachas jóvenes realizaran las pruebas y destrezas que ejecutaban los varones, razón por la cual Agnes Baden-Powell decidió escribir un folleto que promoviera una opción adecuada para las niñas. En 1909, Agnes y Robert publicaron conjuntamente dos libros cuyos títulos fueron Pamphlet A: Baden-Powell Girl Guides, a Suggestion for Character Training for Girls y Pamphlet B: Baden-Powell Girl Guides, a Suggestion for Character Training for Girls. Estas publicaciones se consideran los precursores del movimiento juvenil femenino y, luego fueron ampliados en un Manual para las Muchachas Guías que se publicó en 1912.
El movimiento de las Guías, tenía por objetivo atender a la población femenina en edad de ser scout. El mismo año, renunció al ejército inglés para dedicarse de lleno al escultismo, por consejo del rey Eduardo VII, realizando una gira por todo el mundo para ver los diferentes movimientos scouts; al llegar a Canadá, realizó una presentación técnica en Winnipeg, Quebec y Toronto, ante una congregación de 2000 scouts canadienses.
El escultismo, en Estados Unidos, llegó por medio de un scout británico desconocido, quien hizo que un estadounidense prominente se interesase por este movimiento y lo llevase a tierras norteamericanas, siendo conocido el incidente como la "historia de la buena acción". La gira fue interrumpida por la Primera Guerra Mundial.
Luego, se funda el movimiento scout en el Perú, a cargo del Profesor Juan Luis Rospigliosi y Gómez Sánchez, un 25 de mayo del año 1911 en el Colegio Inglés del Distrito de Barranco, de la Ciudad de Lima.
En 1912, Baden-Powell realizó una gira por Australia, Nueva Zelanda y África del Sur, conociendo en un barco a la que sería su esposa. Al año siguiente, se realizó en Birmingham una exhibición nacional de trabajos manuales scout que contemplaban trabajos de escultura, tejido, ingeniería, zapatería, plomería y primeros auxilios.
En la estructura del movimiento scout, Baden-Powell identificó un problema: ¿qué hacer con los hermanos pequeños de los scouts, que les acompañaban con gran entusiasmo en muchas de sus operaciones y actividades?. La respuesta a esta pregunta fue la creación, en 1916, de la rama de los lobatos, ambientada en el Libro de las Tierras Vírgenes, de Rudyard Kipling, y la publicación del Manual del Lobato.

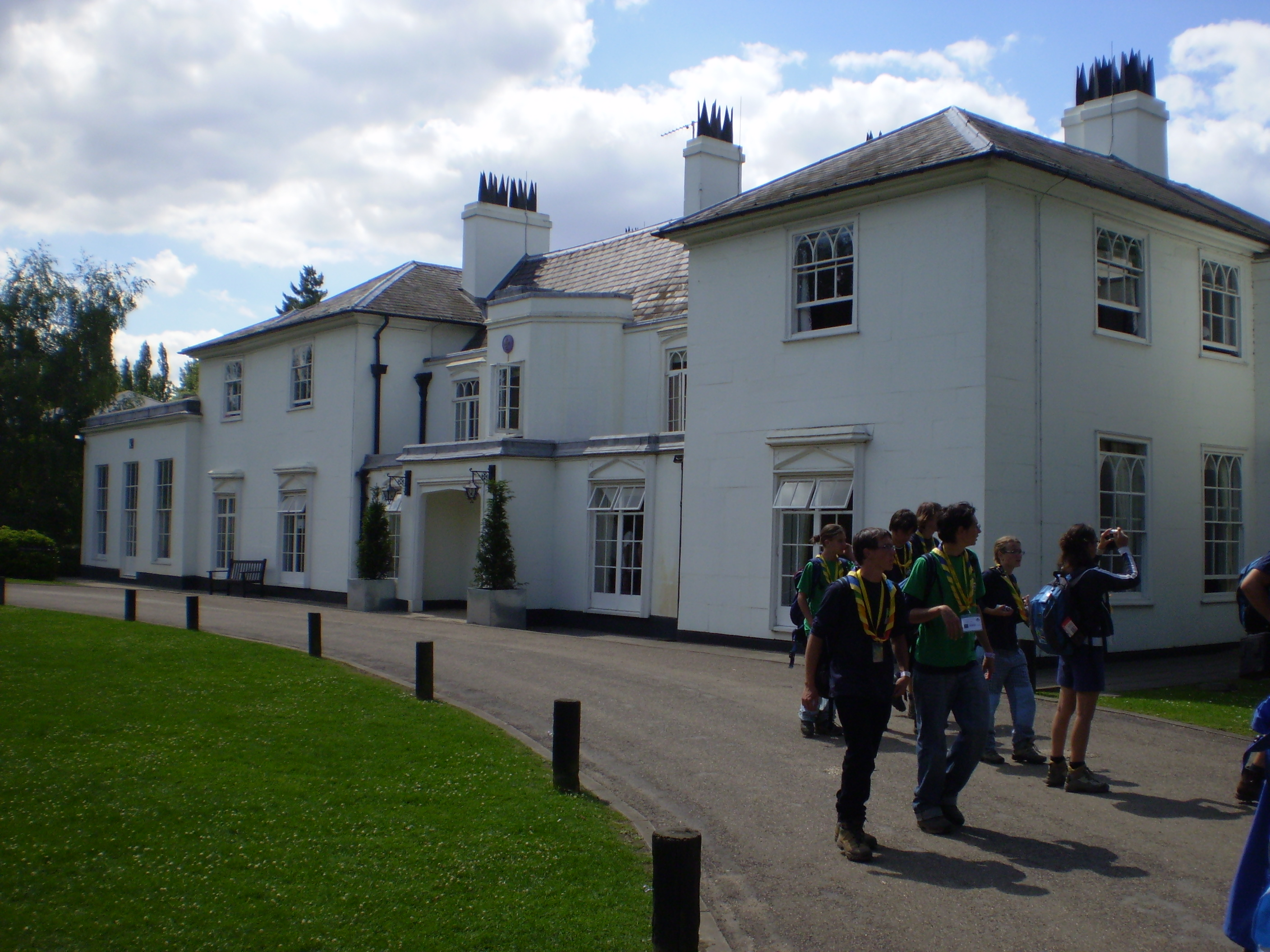
La casa blanca de Gilwell Park.

En 1919, adquiere el Gilwell Park por donación de la familia MacLaren, donde desde ese mismo año se realizaron los cursos de formación para jefes scouts.

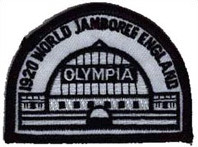
Insignia del primer Jamboree Mundial.

Posteriormente, Baden-Powell observó que algunos muchachos tenían que abandonar la tropa scout al cumplir los diecisiete años, por lo que creó, en 1922, una etapa especial para jóvenes llamada roverismo, escribiendo para estos su obra Roverismo hacia el éxito.
Visitó a los Exploradores de España en Madrid, el 31 de octubre de 1918, en 1929 visitó Cádiz, Palma de Mallorca y Tenerife; hizo escala en Gibraltar en 1934 y el año siguiente volvió a visitar Tenerife.
En 1928, Baden-Powell reunió en su casa de Pax Hill a los supervivientes del primer campamento scout, un momento de alta emoción y nostalgia, según lo descrito por el militar retirado.

### Jamboreemundiales
Del 30 de julio al 8 de agosto de 1920, se realizó el primer Jamboree mundial en Londres. El evento fue organizado por Hubert Martin, quien envió invitaciones a 32 países con 18 lenguas distintas consiguiendo reunir a 8000 scouts en el Crystal Palace, cerca de Olympia. En la noche del 7 de agosto Baden-Powell fue proclamado Jefe Scout Mundial.
En 1924 se realizó un Jamboree en Dinamarca, en 1929 en Inglaterra, en 1933 en Hungría y en 1937 en Holanda; en cada uno de estos Jamborees, Baden Powell era la figura central, saludado por "sus muchachos" donde quiera que lo veían. Baden Powell viajaba incesantemente en pro del escultismo, sostenía correspondencia con sus jefes en numerosos países y escribiendo sobre temas scouts.

### El movimiento Scout durante las guerras
Durante la Primera Guerra Mundial, pudo haberse detenido el movimiento, pero la formación recibida a través del Sistema de Patrullas se puso a prueba. Los guías de patrulla se hicieron cargo cuando los adultos se fueron al servicio activo. Los scouts contribuyeron de muchas maneras en el esfuerzo de la guerra: lo más notable quizás fueron los servicios que los scouts marinos hicieron como guardacostas.
Entre las dos guerras mundiales el escultismo siguió floreciendo en todas partes, excepto en los países totalitarios, donde fue prohibido, ya que el escultismo es esencialmente democrático y voluntario.
Al comenzar la Segunda Guerra Mundial, los scouts continuaron en manos de los guías de patrulla, desempeñando diversas actividades como mensajeros, bomberos, camilleros y brigadas de salvamento. En los países ocupados, el escultismo continuó clandestinamente. Tras el fin de la guerra, se vio que el número de scouts, en algunos países que habían sido ocupados, había aumentado.

## Títulos y condecoraciones

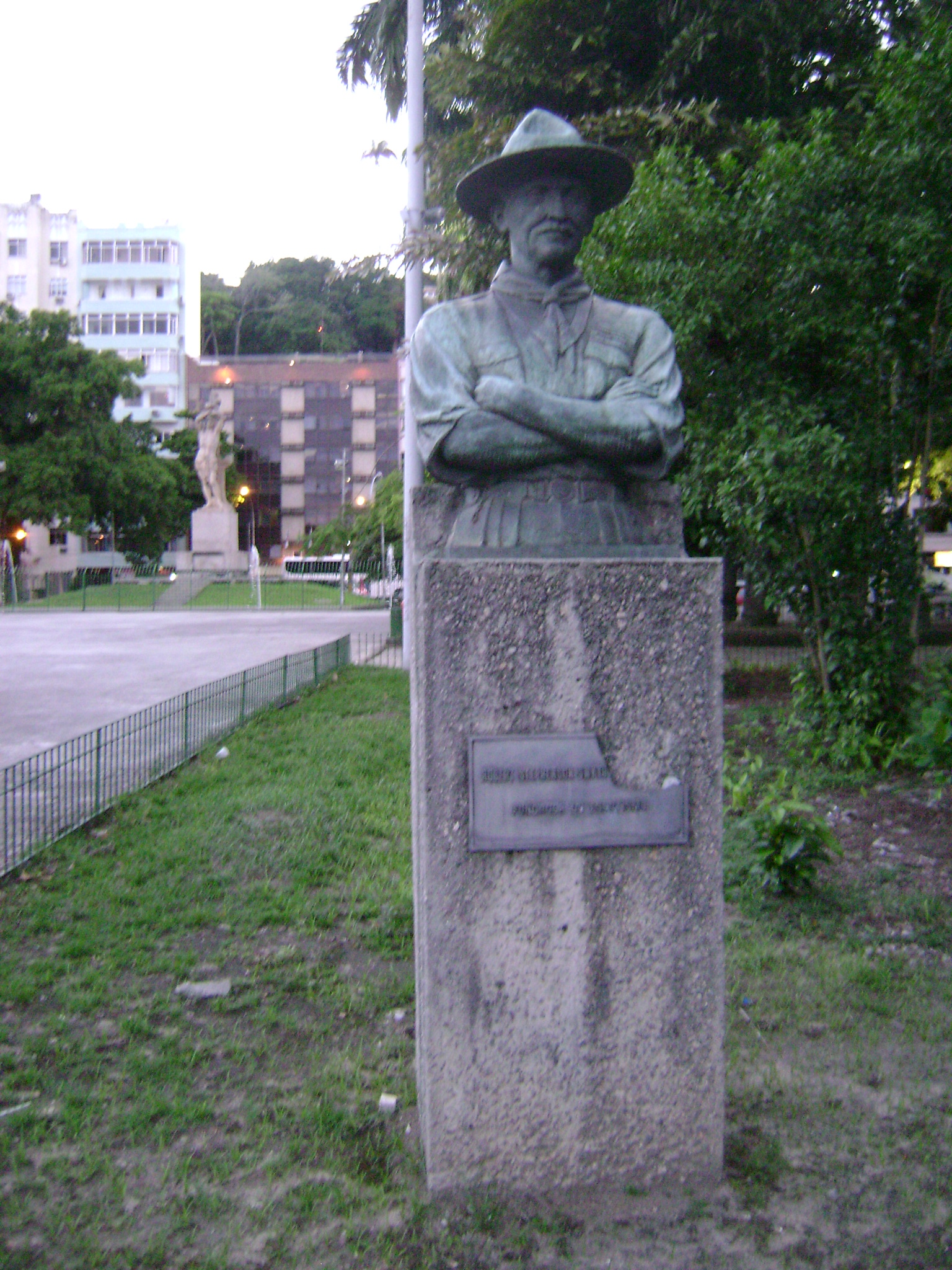
Estatua en Río de Janeiro.

En 1909, el rey Eduardo VII lo armó caballero, dándole el título de Sir. En el tercer Jamboree mundial, el rey Jorge V concedió a Baden-Powell el título de nobleza, con lo cual se convierte en Lord Baden-Powell, 1.er Barón de Gilwell.

Armas del I barón Baden-Powell.

Por otro lado, el rostro de Baden-Powell fue inmortalizado en 1929 por el cuadro pintado al óleo por David Jagger, en el cual se refleja el rostro de una persona serena. Su labor fue ampliamente reconocida en vida: se le concedieron 19 premios scouts de carácter internacional y se le impusieron 28 órdenes y condecoraciones, entre ellas, en 1919, la Gran Cruz de la Orden de Alfonso XII de España.
En 1934 fue recibido por el Papa Pío XI en el Vaticano, mostrando este gran interés por el movimiento scout y por las posibles aplicaciones del mismo en el catolicismo.
En 1937, Jorge VI le otorgó la Orden al Mérito; así mismo, en La Haya, recibió el premio Wateler para la Paz. El mismo año, fue candidato al premio Nobel de la paz, pero no le fue otorgado por su vinculación con uno de los ejércitos participantes de la situación de conflicto mundial. El mismo año, en el V Jamboree mundial, la reina Guillermina de los Países Bajos le otorgó la Cruz de la Orden de Nassau. Es ahí donde se despidió del movimiento scout. El mismo año, el Rey le confirma como Par de Inglaterra con el nombre de Lord Baden-Powell de Gilwell.
En homenaje póstumo, le fueron concedidas La Gran Cruz de la Orden de san Miguel y san Jorge le fue concedida en 1927. La Gran Cruz de la Orden victoriana le fue concedida en 1923. Para ello hago referencia de su libro autobiográfico "Adventures and Accidents" donde firma como Lord Robert Baden-Powell, OM, GCMG, GCVO, KCB; publicado en 1934, las siglas hacen referencia a estos títulos.

## Relación con la masonería
Históricamente, se ha vinculado a Baden-Powell con la masonería, aunque se ha demostrado que no existen documentos que acrediten su iniciación en alguna logia de Inglaterra ni en el mundo, y su familia lo sabía. Aunque pueden identificarse diversas similitudes entre la masonería y los principios y costumbres del escultismo como, por ejemplo, la iniciación y el juramento o promesa, no son más que coincidencias que existen en esta y otras instituciones del tipo "iniciáticas". De todas maneras, hay una clara evidencia de que tenía una buena opinión de la masonería. Durante el asedio de Mafeking, en las guerras anglo-bóeres, permitió que la logia local "Austral núm. 2534" pudiera seguir reuniéndose. Igualmente, autorizó que en Melbourne (Australia) se fundase una logia con su nombre, la "Logia Baden Powell núm. 488".
Sin embargo, existen reconocidos masones que han pertenecido al escultismo como, por ejemplo, el duque de Connaught, Cecil Rhodes, Rudyard Kipling y Alcibíades Vicencio, quienes fueron fieles colaboradores de Baden-Powell.
Pese a tales coincidencias y a las semejanzas que existen entre el escultismo y la masonería, podemos afirmar que estos vínculos y semejanzas existen en otras agrupaciones iniciáticas, por lo que es posible descartar por completo a Baden-Powell como masón. Sin embargo, en ningún caso se puede desligar al escultismo de la masonería en cuanto a sus principios filosóficos, su organización y sus ritos, sobre todo por la coherencia con la masonería en la esencia humanista, liberal y social, que hace del escultismo, al igual que la masonería, un movimiento orientado al mejoramiento de la humanidad y sus sociedades. A lo largo de la historia del escultismo, diversas organizaciones han criticado el movimiento, especialmente en Chile, donde la Iglesia católica emitió una veda temporal, la cual sería retirada posteriormente.[cita requerida]

## Vejez y muerte

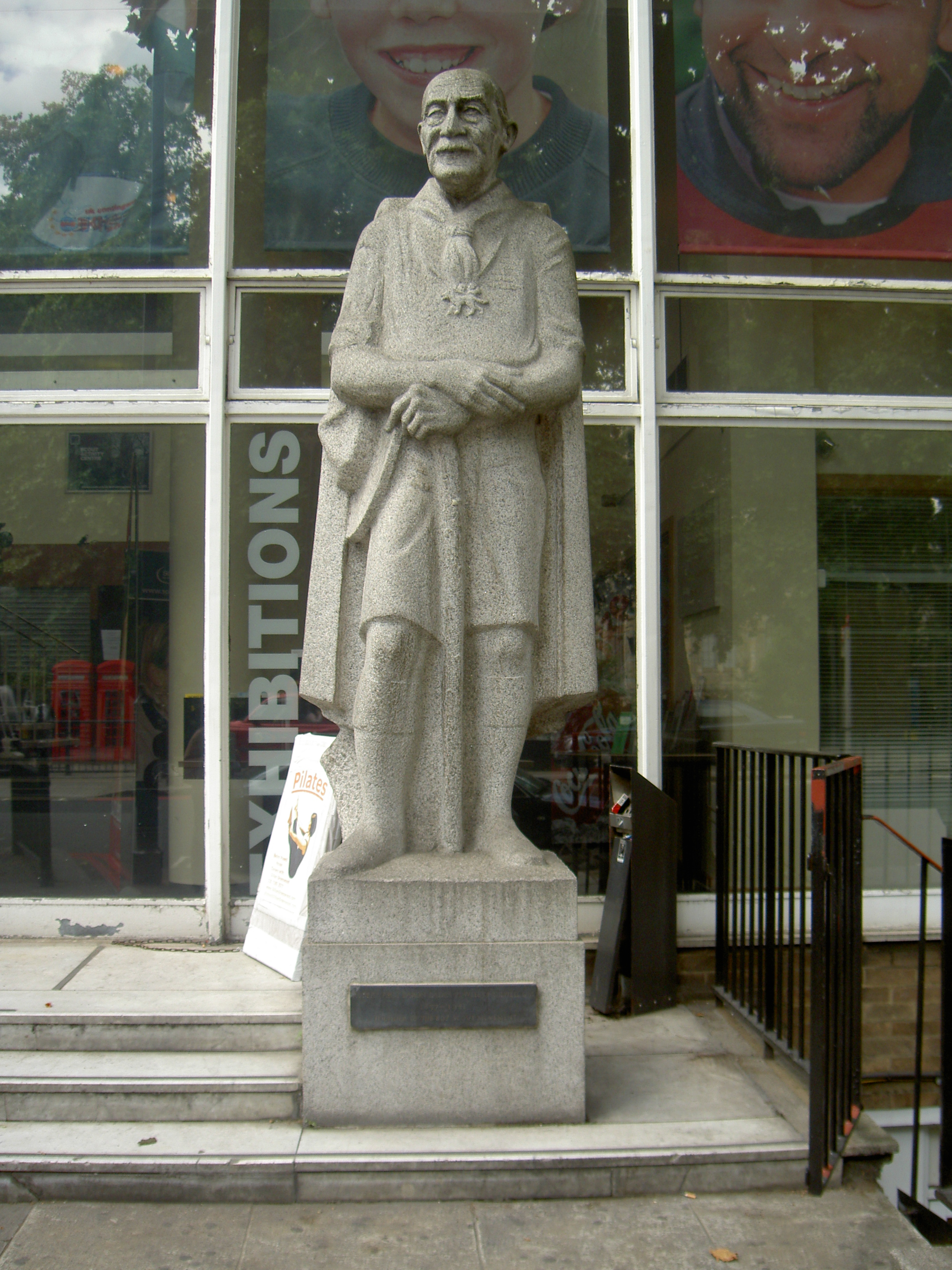
Monumento frente a B-P House, en South Kensington, Londres.

Al cumplir 80 años, sus fuerzas comenzaron a declinar. Regresó a África en compañía de su esposa; para entonces, había más de dos millones de scouts repartidos por todo el mundo.
Se establecieron en Nyeri, Kenia, lugar en el cual Baden Powell murió el 8 de enero de 1941 (un poco más de un mes antes de cumplir sus ochenta y cuatro años); un grupo de soldados y scouts lo llevaron hasta el Monte Kenia.

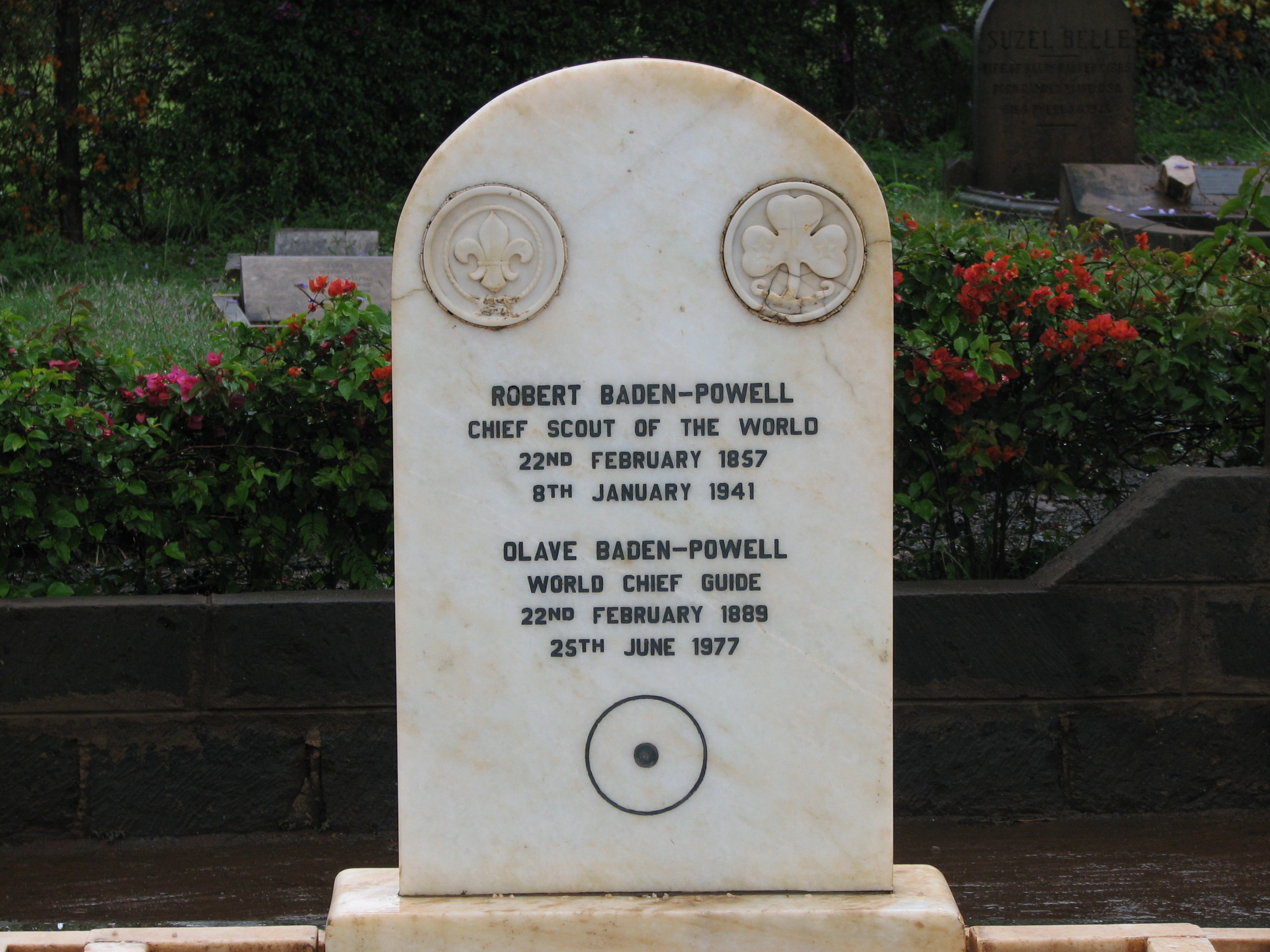
Tumba de Baden-Powell junto a su esposa.

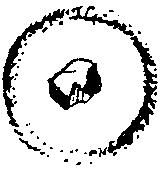
Señal de "Fin de Pista".

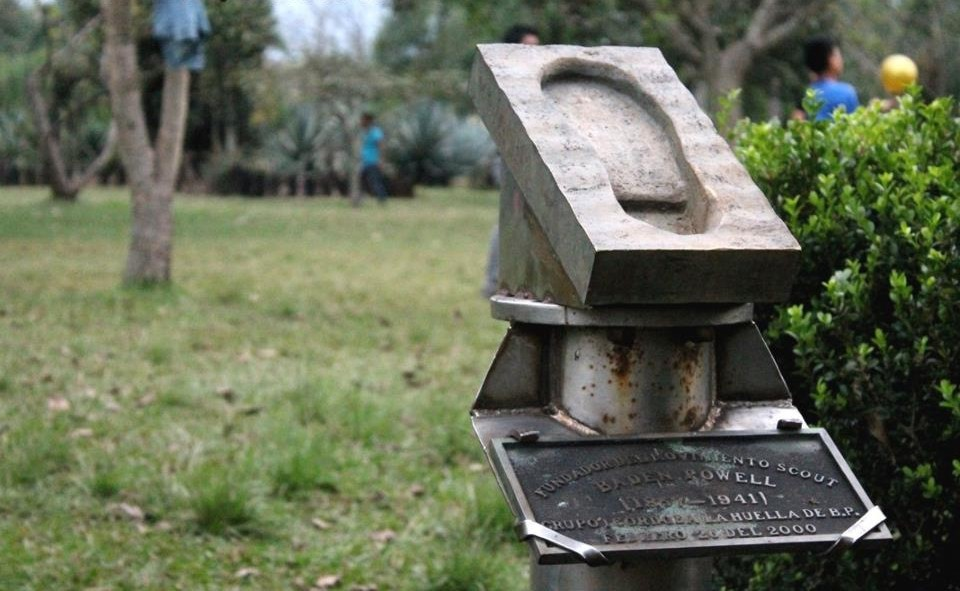
Homenaje a Baden Powell en el Parque Ecológico Paso Coyol de Córdoba, Ver. México.

Su esposa Olave fallecida el 25 de junio de 1977 fue enterrada junto a él. En su lápida puede leerse la siguiente inscripción:
"Robert Baden-Powell
Jefe Scout del Mundo
22 de febrero de 1857
8 de enero de 1941".
"Olave Baden-Powell
Jefe Guía del Mundo
22 de febrero de 1889
25 de junio de 1977".
Y debajo de este epitafio el signo de final de pista, como firma de una misión cumplida en favor de la juventud de todo el mundo.

### El último mensaje
Se considera su «testamento scout» una carta encontrada entre sus efectos personales, la cual estaba dirigida a todos los scouts del mundo.

Queridos scouts: Si han visto alguna vez la obra Peter Pan, recordarán cómo el jefe de los piratas siempre estaba pronunciando su discurso de despedida, por temor de que, cuando le llegara su hora, no tuviera ya tiempo de compartirlo. Algo así me sucede a mí, y, aun cuando no me estoy muriendo en este momento, lo haré uno de estos días y quiero mandarles un mensaje de despedida. Recuerden, esto es lo último que oirán de mí; por tanto, medítenlo. He tenido una vida muy dichosa, y quiero que cada uno de ustedes la tenga también. Creo que Dios nos puso en este mundo maravilloso para que fuéramos felices y disfrutáramos de la vida. La felicidad no procede de ser rico, ni siquiera del éxito en la propia carrera, ni de concederse uno todos los gustos. Un paso hacia la felicidad es hacerse sano y fuerte cuando niño, para poder ser útil y así gozar de la vida cuando se es un hombre. El estudio de la naturaleza les mostrará cómo Dios ha llenado el mundo de belleza y de cosas maravillosas para que las disfruten. Contentos con lo que les haya tocado y para que saquen el mejor partido de ello. Miren el lado alegre de las cosas, en vez del lado triste. Pero el camino verdadero para conseguir la felicidad pasa por hacer felices a los demás. Intenten dejar este mundo un poco mejor de como lo encontraron, y cuando les llegue la hora de morir, podrán morir felices, sintiendo que de ningún modo habrán perdido su tiempo, sino que habrán hecho todo lo posible. Así, estén siempre listos para vivir felices y morir felices: aferrados siempre a su promesa scout, aun cuando hayan dejado de ser muchachos, y que Dios les ayude a hacerlo así.

## Libros publicados
- Sobre venganza: una fácil memoria de ayuda (On Vedette: An Easy Aide-Mémoire) (1883)
- Reconocimiento y exploración (Reconnaissance and Scouting) (1884)
- Instrucción de caballería (Cavalry Instruction) (1885)
- Cacería de cerdos (Pigsticking or Hoghunting) (1889)
- La caída de Prempeh (The Downfall of Prempeh) (1896)
- La campaña Matabele (The Matabele Campaign) (1897)
- Ayudas para la exploración (Aids to Scouting for N.C.O.s and Men) (1899)
- Deportes en guerra (Sport in War) (1900)
- Bosquejos de Mafeking y África Oriental (Sketches in Mafeking and East Africa) (1907)
- Escultismo para muchachos (Scouting for Boys) (1908)
- Anécdotas para scouts (Yarns for Boy Scouts) (1909)
- Juegos para scouts (Scouting Games) (1910)
- El libro de las muchachas exploradoras (How Girls can Help to Build Up the Empire) (1912)
- Scouts más allá de los mares (Boy Scouts Beyond the Seas) (1913)
- Entrenamiento rápido para la guerra (Quick Training for War) (1914)
- Memorias de La India (Indian Memories) (1914)
- Puntería para muchachos (Marksmanship for Boys) (1915)
- Mis aventuras como espía (My Adventures as a Spy) (1915)
- Manual del lobato (The Wolf Cub's Handbook) (1916)
- Jóvenes caballeros del Imperio (Young Knights of the Empire) (1916)
- Guía del Jefe de Tropa (Aids to Scoutmastership) (1919)
- El manual de las brownies y golondrinas (Brownies or Bluebirds) (1920)
- Qué pueden hacer los scouts (What Scouts Can Do) (1921)
- Roverismo hacia el éxito (Rovering to Success) (1922)
- Tropiezos de la vida y cómo encararlos (Life's Snags and How to Meet Them) (1927)
- Escultismo y movimientos juveniles (Scouting and Youth Movements) (1929)
- Lecciones de la universidad de la vida (Lessons from the 'Varsity of Life) (1933)
- Aventuras y accidentes (Adventures and Accidents) (1934)
- Escultismo alrededor del mundo (Scouting Round the World) (1935)
- Aventuras hacia la edad Viril (Adventuring to Manhood) (1936)
- Aventuras africanas (African Adventures) (1937)
- Pájaros y bestias de África (Birds and Beasts of Africa) (1938)
- Rema tu propia canoa (Paddle Your Own Canoe) (1939)
- Más bosquejos de Kenia (More Sketches of Kenya ) (1940)

### Videos y documentales
- Baden Powell: Jefe de los Scouts del Mundo.
  - Primera parte
  - Segunda Parte
  - Tercera parte
- Baden Powell conversando (en inglés)
- Historia de Baden Powel
- Baden Powell (en inglés)
- Who is this man? (en inglés)
- Gscout - Sistema de gestión de grupos Scout (enlace roto disponible en Internet Archive; véase el historial, la primera versión y la última).

| Predecesor: Ninguno | Barón Baden Powell 1909-1941 | Sucesor: Peter Baden-Powell |

- Datos: Q12665
- Multimedia: Robert Baden-Powell, 1st Baron Baden-Powell / Q12665
- Textos: Autor:Robert Stephenson Smyth Baden-Powell of Gilwell